# Ранасингх, Сачини
Сачини Ранасингх (англ. Sachini Ranasinghe; род. в 1994 году) — шри-ланкийская шахматистка, международный мастер среди женщин (2011).

## Биография
Шахматы начала играть в шахматном клубе Анатолия Карпова в Русском центре в Шри-Ланке. Четыре раза побеждала на чемпионатах Шри-Ланки по шахматам среди женщин (2009, 2011, 2012, 2013). В 2011 году победила на зональном турнире по шахматам стран Азии и завоевала право участвовать в чемпионате мира среди женщин. В 2012 году в Ханты-Мансийске дебютировала на чемпионате мира по шахматам среди женщин, где в первом туре проиграла Хоу Ифань. 
Представляла Шри-Ланку на трех шахматных олимпиадах (2010, 2016, 2018). В командном чемпионате Азии по шахматам среди женщин участвовала три раза (2008—2009, 2016).